# Фінляндія на зимових Олімпійських іграх 1992
Фінляндія на зимових Олімпійських іграх 1992, які проходили з 8 по 23 лютого в Альбервілі (Франція), була представлена 62 спортсменами у 8 видах спорту.

## Медалісти
| Медалі | Спортсмени                                                    | Вид спорту          | Дисципліна                    |
| ------ | ------------------------------------------------------------- | ------------------- | ----------------------------- |
| Золото | Мар'ют Луккарінен                                             | Лижні перегони      | Жінки, 5 км класичним стилем  |
| Золото | Тоні Ніемінен                                                 | Стрибки з трампліна | Чоловіки, великий трамплін    |
| Золото | Рісто Лаакконен Міка Лайтінен Арі-Пекка Ніккола Тоні Ніемінен | Стрибки з трампліна | Чоловіки, командна першість   |
| Срібло | Мар'ют Луккарінен                                             | Лижні перегони      | Жінки, 15 км класичним стилем |
| Бронза | Гаррі Елоранта                                                | Біатлон             | Чоловіки, спринт 10 км        |
| Бронза | Міка Куусісто Гаррі Кірвесніемі Ярі Рясянен Ярі Ісометса      | Лижні перегони      | Чоловіки, естафета 4х10 км    |
| Бронза | Тоні Ніемінен                                                 | Стрибки з трампліна | Чоловіки, нормальний трамплін |

## Учасники
| Спорт               | Чоловіки | Жінки | Всього |
| ------------------- | -------- | ----- | ------ |
| Біатлон             | 5        | 4     | 9      |
| Ковзанярський спорт | 2        | 0     | 2      |
| Лижне двоборство    | 4        | 0     | 4      |
| Лижні перегони      | 7        | 7     | 14     |
| Стрибки з трампліна | 4        | 0     | 4      |
| Фігурне катання     | 2        | 1     | 3      |
| Фристайл            | 3        | 1     | 4      |
| Хокей               | 22       | 0     | 22     |
| Всього              | 49       | 13    | 62     |

## Біатлон
Спортсменів — 9
Чоловіки
| Спортсмени                                            | Змагання            | Час       | Промахи     | Відставання | Місце |
| ----------------------------------------------------- | ------------------- | --------- | ----------- | ----------- | ----- |
| Веса Гіеталагті                                       | спринт              | 27:25.1   | 2 (1+1)     | +1:22.8     | 17    |
| Веса Гіеталагті                                       | індивідуальна гонка | 58:24.6   | 1 (0+1+0+0) | +50.2       | 6     |
| Гаррі Елоранта                                        | спринт              | 26:26.6   | 0 (0+0)     | +24.3       | 3     |
| Гаррі Елоранта                                        | індивідуальна гонка | 58:15.7   | 1 (0+1+0+0) | +41.3       | 5     |
| Карі Катая                                            | спринт              | 27:46.5   | 1 (0+1)     | +1:44.2     | 27    |
| Карі Катая                                            | індивідуальна гонка | DNF       | DNF         | DNF         | DNF   |
| Яакко Ніемі                                           | спринт              | 29:04.0   | 2 (0+2)     | +3:01.7     | 57    |
| Сеппо Сугонен                                         | індивідуальна гонка | 1:07:21.3 | 8 (1+3+1+3) | +9:46.9     | 74    |
| Веса Гіеталагті Яакко Ніемі Гаррі Елоранта Карі Катая | естафета            | 1:27:39.5 | 1 (0+1)     | +2:56.0     | 8     |

Жінки
| Спортсмени                               | Змагання            | Час       | Промахи     | Відставання | Місце |
| ---------------------------------------- | ------------------- | --------- | ----------- | ----------- | ----- |
| Марі Лампінен                            | спринт              | 27:46.1   | 3 (2+1)     | +3:16.9     | 34    |
| Марі Лампінен                            | індивідуальна гонка | 57:44.8   | 6 (1+2+1+2) | +5:57.6     | 31    |
| Тергі Маркканен                          | спринт              | 27:20.7   | 2 (0+2)     | +2:51.5     | 28    |
| Тергі Маркканен                          | індивідуальна гонка | 58:08.9   | 4 (1+2+0+1) | +6:21.7     | 37    |
| Йоганна Саарінен                         | спринт              | 28:48.6   | 4 (2+2)     | +4:19.4     | 53    |
| Йоганна Саарінен                         | індивідуальна гонка | 59:27.0   | 3 (0+3+0+0) | +7:39.8     | 45    |
| Туйя Сікіе                               | спринт              | 28:21.4   | 2 (1+1)     | +3:52.2     | 45    |
| Туйя Сікіе                               | індивідуальна гонка | 54:03.0   | 1 (0+0+0+1) | +2:15.8     | 14    |
| Марі Лампінен Туйя Сікіе Тергі Маркканен | естафета            | 1:20:17.8 | 0 (0+0)     | +4:22.2     | 5     |